# Dolichopus hastatus
Dolichopus hastatus är en tvåvingeart som beskrevs av Friedrich Hermann Loew 1864. Dolichopus hastatus ingår i släktet Dolichopus och familjen styltflugor. Inga underarter finns listade i Catalogue of Life.